# Гусейнзаде, Мухаммед-Али
Ахунд Мухаммед-Али Гусейнзаде (азерб. Məhəmməd Əli Hüseynzadə), (1760, Сальян — 1852, Тифлис) — первый шиитский шейх аль-ислам Кавказа с 1823 по 1852 год, прадед Али-бека Гусейнзаде.

## Биография

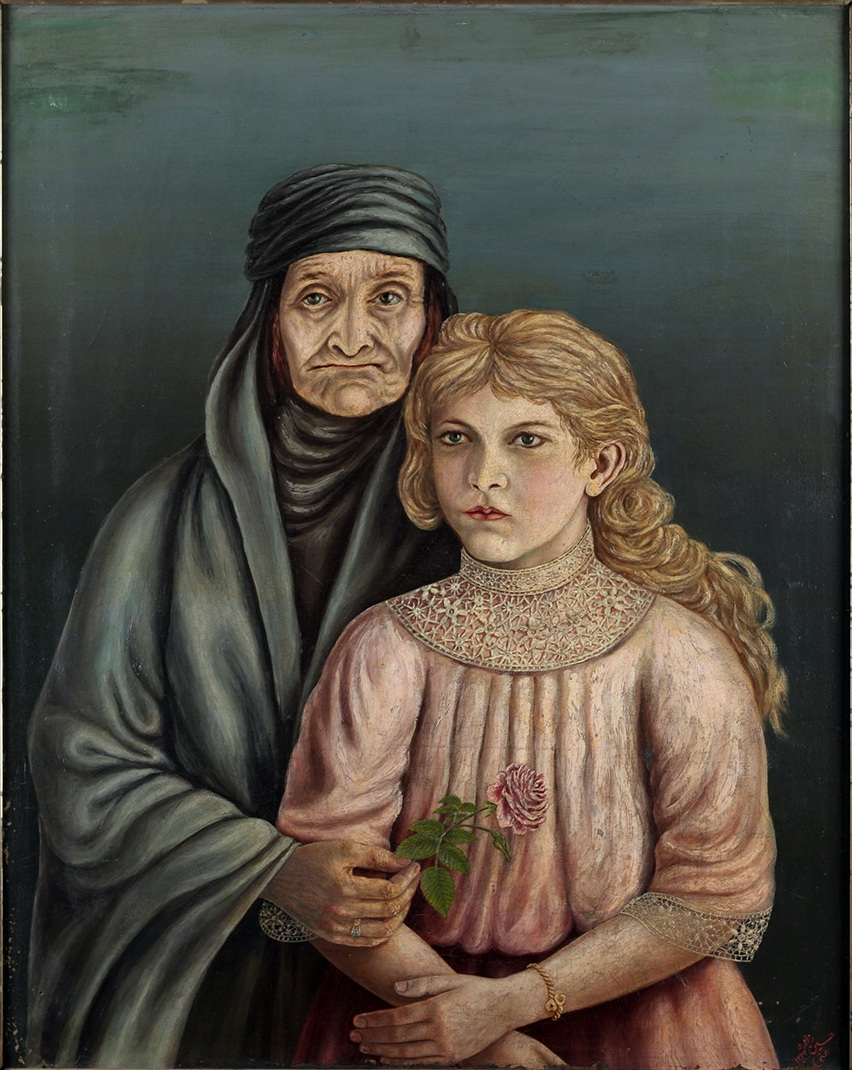
Дочь Мухаммеда-Али — Ниса ханум и Бёюк-ханум, дочь Исмаил бея — картина Али-бека Гусейнзаде

Мухаммед-Али родился в городе Сальян во времена Ширванского ханства в 1791 году. Начальное религиозное образование получил в родном городе, Гяндже, а затем в Багдаде и в 1802 году приехал в Тбилиси, где был назначен ахундом мечети Шах Аббас. Он был назначен шейх аль-исламом Тбилиси в 1822 (или в 1823 году) и занимал этот пост до 1846 года. Его влияние не было столь широким и распространялось только на Тбилиси и Гянджу, в основном оно уменьшилось после назначения Мир-Фатх-аги главой Кавказского Духовного Собрания в 1828 году. В 1834 году, участок земли, принадлежавший мечети Имам-заде, расположенной в Елизаветпольском уезде, был конфискован под предлогом отсутствия необходимых документов и возвращен с его помощью в 1844 году.
Его главным достижением была имперская легализация шариатских судов и феодальных прав беев 6 декабря 1846 года Николаем I всего за несколько дней до его отставки, в 1846 году его сменил Фазиль Эривани. Несмотря на свою отставку, он был активен на религиозной сцене и 12 декабря 1847 года с помощью Фатали Ахундова и Аббас-Кули Бакиханова помог финансировать шиитскую богословскую школу в Тбилиси. Он умер 22 апреля 1852 года и был похоронен на мусульманском кладбище в Тбилиси.
Его племянник Ахмед Гусейнзаде стал третьим шейх аль-исламом.

## Семья
Имел двух дочерей:
1. Ниса Гусейнзаде (рожд. 1835).
2. Хусния Гусейнзаде — вышла замуж за двоюродного брата Ахмеда Гусейнзаде.